# Louis de Ryckel

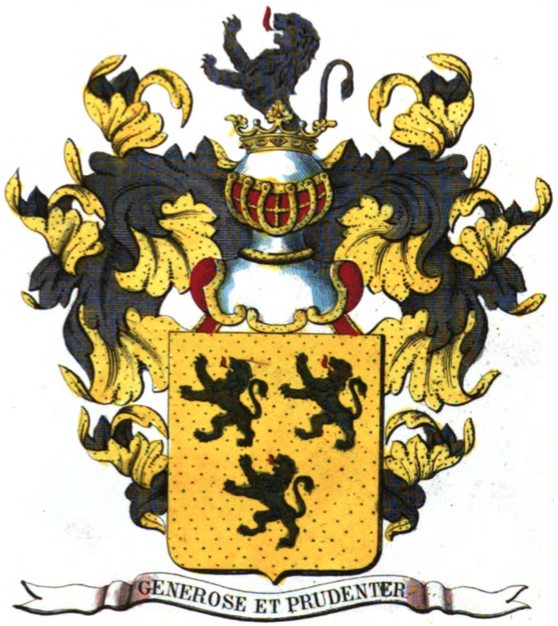
Het wapen van de familie de Ryckel

Jean Libert Louis de Ryckel (Visé, 14 juni 1792 - Luik, 19 april 1864) was een Zuid-Nederlands edelman en burgemeester.

## Geschiedenis
In 1749 erkende de prins-bisschop van Luik dat Jean-Libert de Ryckel tot de erfelijke adel behoorde.

## Levensloop
Louis de Ryckel, zoon van Balthazar de Ryckel en van Marie-Hélène Paulus, kleinzoon van Jean-Libert de Ryckel (hierboven), werd in 1817, onder het Verenigd Koninkrijk der Nederlanden, erkend in de erfelijke adel met de persoonlijke titel baron en benoemd in de Ridderschap van de provincie Henegouwen.
Hij trouwde in 1813 met barones Marie de Floen Adlercrona (1778-1856) en ze hadden een zoon en een dochter.
De Ryckel was tijdens de Belgische Revolutie van 1830 leider van een korps van vrijwilligers. Hij was hoofdman van de vereniging van haakschutters in Visé. Van 1830 tot 1838 was hij burgemeester van Wezet.

## Afstammelingen
- Louis de Ryckel (1814-1861), x Elisabeth Chantraine (1831-1931).
  - Louis-Désiré de Ryckel (1857-1922), x Léonie Haeck (1857-1911), luitenant-generaal kreeg in 1890 de titel baron, overdraagbaar bij eerstgeboorte. Twee zoons die ongehuwd bleven.
  - Amédée de Ryckel (1859-1922), doctor in de rechten, x Anne de Melotte de Lavaux (1866-1933).
    - Frédéric de Ryckel (1897-1923), x Ghislaine Orban de Xivry (1904-1984), kreeg in 1923 de titel baron, overdraagbaar bij eerstgeboorte. Met afstammelingen tot heden.
    - Jean de Ryckel (1898-1977), x Marie-Magdeleine Henry de Frahan (1911- ) werd voorzitter van het hof van beroep in Luik. Met afstammelingen tot heden.
    - Paul de Ryckel (1900-1940), x barones Ghislaine Coppens d'Eeckenbrugge (1902-1987). Met afstammelingen tot heden.
    - Maurice de Ryckel (1902-1982), x Cecile Henry de Frahan (1914-2015). Met afstammelingen tot heden.
    - André de Ryckel (1906-1984), x Jeanne Wagemans (1923-2010). Familietak die is uitgedoofd.